# Игилик (Восточно-Казахстанская область)
Игилик (каз. Игілік, до 199? г. — Прииртышье) — аул в Куршимском районе Восточно-Казахстанской области Казахстана. Входит в состав Бурановского сельского округа. Код КАТО — 635243400.

## Население
В 1999 году население аула составляло 313 человек (158 мужчин и 155 женщин). По данным переписи 2009 года, в ауле проживало 247 человек (122 мужчины и 125 женщин).